# Roger Clarke
Roger Harold Clifford Clarke (* 11. Juni 1940 in Glen Islay, Westmoreland; † 28. August 2014 in Fort Lauderdale, Florida, Vereinigte Staaten) war ein jamaikanischer Politiker der People’s National Party (PNP). Er war von 1998 bis 2007 und ein zweites Mal vom 6. Januar 2012 bis zu seinem Tod jamaikanischer Landwirtschaftsminister.

## Leben
Roger Clarke wurde in Glen Islay in Westmoreland geboren und wuchs dort auf. In seiner Jugend half er seinen Eltern und Großeltern bei der Arbeit auf deren Farm und besuchte zuerst die Williamsfield School, dann die Manning High School. Anschließend absolvierte er ein Management Training der Jamaica Industrial Development Corporation und bildete sich in den 1960er Jahren am Harbridge House in den USA fort. Er arbeitete danach fast 30 Jahre für verschiedene jamaikanische Zuckerplantagen. Er erwarb später eine eigene Großfarm, die verschiedene landwirtschaftliche Erzeugnisse produziert und im Jahr 2011 der größte Zuckerrohrlieferant in St. Elizabeth war.
Im Jahr 1986 wurde Clarke zum Councillor für die Balaclava Division in St. Elizabeth gewählt und zum Bürgermeister von Black River sowie zum Vorsitzenden des St. Elizabeth Parish Councils ernannt. Bei den Local-Government-Wahlen 1990 wurde er wiedergewählt und blieb auch als Bürgermeister im Amt. Er hatte zwischen 1988 und 1991 auch das Amt der Präsidenten der Local Government Authorities inne.
Bei einer Nachwahl im Wahlkreis North East St. Elizabeth wurde er 1991 ins jamaikanische Repräsentantenhaus gewählt. Bei den Parlamentswahlen 1993, 1997, 2002, 2007 und 2011 schaffte Clarke jeweils den Wiedereinzug ins Parlament, zunächst im Wahlkreis North East St. Elizabeth, später als Kandidat der PNP für Westmoreland Central.
Ab Anfang 1992 war er für drei Jahre Staatsminister im Landwirtschaftsministerium. 1995 wurde er zum Minister of Local Government and Works ernannt. 1998 wurde er dann Landwirtschaftsminister unter Premierminister Percival J. Patterson und während der ersten Amtszeit Portia Simpson Millers als Premierministerin. Clarke schied aus dem Amt, nachdem die PNP die Parlamentswahlen im Jahr 2007 verloren hatte. Während dieser ersten Amtszeit als Landwirtschaftsminister gehörte er zu den Gründern der Alliance of Ministers of Agriculture der CARICOM und diente einige Jahre als deren Vorsitzender. Für die PNP übte er zudem verschiedene Parteiämter aus, so war er u. a. ab 2003 einige Jahre Vizevorsitzender der Partei.
Für Aufsehen in den jamaikanischen Medien sorgte ein Verkehrsunfall am 23. August 2010 in der Nähe von Spanish Town, an dem Clarke beteiligt war und bei dem ein Motorradfahrer tödlich verletzt wurde. Clarke wurde zunächst von der Polizei festgenommen und einem ergebnislos verlaufenden Alkoholtest unterzogen. Anfang Oktober wurde er gegen Kaution auf freien Fuß gesetzt und nach einem Gerichtsverfahren wurde die Anklage wegen gefährlichen Fahrens am 18. Januar 2011 fallengelassen, da bewiesen sei, dass Clarke den Unfall nicht hätte vermeiden können.
Als die PNP bei den Parlamentswahlen am 29. Dezember 2011 wieder die Regierungsmehrheit errang, berief Simpson Miller Clarke erneut als Minister für Landwirtschaft und Fischerei, seine Vereidigung fand am 6. Januar 2012 statt.
Mitte 2014 besuchte er die USA um sich einer medizinischen Behandlung zu unterziehen. Nach einer Operation wollte er nach Jamaika zurückkehren, verstarb aber noch vor seiner Abreise in einer Klinik in Florida. Er war verheiratet und Vater zweier Kinder.